# Diodaulus traili
Diodaulus traili är en tvåvingeart som först beskrevs av Jean-Jacques Kieffer 1889.  Diodaulus traili ingår i släktet Diodaulus och familjen gallmyggor. Inga underarter finns listade i Catalogue of Life.